# زمین‌لرزه ۲۰۰۳ ژائوسو
زمین‌لرزه قزاقستان در تاریخ ۱ دسامبر ۲۰۰۳ میلادی، مصادف با ‎۱۰ آذر ۱۳۸۲، ساعت ۱:۳۸:۳۱ به زمان یوتی‌سی در ژائوسو رخ داد. ژرفای این زلزله ۱۷ کیلومتر بود، و بزرگی آن ۶ در مقیاس Mw اعلام شده‌است. زمین‌لرزه به وقت محلی در روز دوشنبه، ساعت ۹ روی داده و منطقه زمانی آن یوتی‌سی +۸ بوده‌است.
سازمان زمین‌شناسی آمریکا نیز مرکز این زمین‌لرزه را در مختصات ۴۲°۵۴′۱۸″شمالی ۸۰°۳۰′۵۴″شرقی / ۴۲٫۹۰۵°شمالی ۸۰٫۵۱۵°شرقی و ژرفای آنرا ۱۰ کیلومتر گزارش کرده‌است. بزرگی برگزیدهٔ این سازمان از میان بزرگیهای محاسبه‌شدهٔ مختلف ۶ در مقیاس Mw بوده و از دید اثر، در میان چهار دسته‌بندی «نامحسوس»، «محسوس»، «زیان‌آور» یا «با تلفات»، زلزله را «با تلفات» اعلام کرده‌است. ۷۶۹ ساختمان در این زمین‌لرزه خراب شده‌است.
پروژهٔ «تنسور گشتاور مرکزوار» زاویه‌های (راستا، شیب، ریک) گسل سازندهٔ زمین‌لرزه و صفحه عمود بر آنرا (°۲۸۱، °۱۴، °۱۲۲) یا (°۶۹، °۷۸، °۸۳) و نوع گسل را«معکوس» فرارسانده‌است.
شمار کشتگان زلزله حدود ۱۱ نفر ، تعداد زخمیان ۴۷ نفر و تعداد بی‌خانمان شدگان نیز ۲۴۳۵ نفر اعلام شده‌است.